# Francesco Fasola
Francesco Fasola (* 23. Februar 1898 in Maggiora, Provinz Novara, Italien; † 1. Juli 1988 in Novara) war Erzbischof von Messina.

## Leben
Fasola, aus einer einfachen piemontesischen Familie stammend, verbrachte seine Kindheit größtenteils in den Vereinigten Staaten. Nach Italien zurückgekehrt, förderte ihn sein Lehrer Silvio Gallotti. Am 26. Juni 1921 wurde Fasola zum Priester geweiht. Anschließend war er mehrere Jahre in Moskau tätig, wo er Jugendliche für den katholischen Glauben gewinnen wollte. 1927 kehrte er ins Bistum Novara zurück und engagierte sich für die Katholische Aktion. 1942 wurde er Rektor des Schreins Sacro Monte di Varallo. 1946 wurde Fasola schließlich zum Generalvikar des Bistums Novara berufen.
Papst Pius XII. ernannte ihn am 8. März 1954 zum Titularbischof von Vartana und zum Koadjutorbischof von Agrigent. Die Bischofsweihe spendete ihm am 2. Mai desselben Jahres Gilla Vincenzo Gremigni, Bischof von Novara. Mitkonsekratoren waren Giovanni Battista Peruzzo, Bischof von Agrigent, und Guido Tonetti, Koadjutorerzbischof von Messina. Fasola übernahm in den folgenden Jahren größtenteils die Amtsgeschäfte, unternahm beispielsweise Pastoralreisen in Peruzzos Namen. Am 11. November 1960 ernannte ihn Papst Johannes XXIII. zum Bischof von Caltagirone. Dort blieb er knapp drei Jahre, ehe ihn der neugewählte Papst Paul VI. am 25. Juni 1963 zum Erzbischof von Messina bestellte. Von 1962 bis 1965 nahm Francesco Fasola am Zweiten Vatikanischen Konzil teil. In den Jahren danach versuchte er, kirchenpolitische Konflikte über dessen Beschlüsse einzudämmen. Im Februar 1976 wurde dem bereits 78-Jährigen mit Ignazio Cannavò ein Koadjutor zur Seite gestellt. 
Am 3. Juni 1977 nahm Paul VI. schließlich sein altersbedingtes Rücktrittsgesuch an. Francesco Fasola verbrachte die letzten Jahre seines Lebens im Haus der Oblaten in Novara. Nachdem sich sein Gesundheitszustand in dieser Zeit verschlechtert hatte, starb er 1988 im Alter von 90 Jahren und wurde später in der Kathedrale von Messina beigesetzt.
Giovanni Marra, ein späterer Nachfolger Fasolas, eröffnete den diözesanen Seligsprechungsprozess, in dessen Verlauf Fasola zum Ehrwürdigen Diener Gottes erklärt wurde.